# Estranys al museu de Ripoll
Asalto al Museo (traduït al català com Estranys al museu de Ripoll) és un còmic realitzat pel guionista i dibuixant Juan López Fernández, Jan, ambientat al Museu Etnogràfic de Ripoll i protagonitzat per Super Llopis. Va ser publicat per l'editorial Ediciones B el 2012 i traduït al català pel mateix autor i per Florenci Crivillé, conservador històric del museu en 2014 per impuls de l'Ajuntament de Ripoll i, amb l'ocasió, el museu va fer una exposició temporal sobre l'artista.